# Islamisches Zentrum Aachen
L'Islamisches Zentrum Aachen (centre islamique d'Aix-la-Chapelle) possède une des plus vieilles mosquées d'Allemagne. C'est une des sous-organisations du conseil central des musulmans d'Allemagne.